# 이스라엘 최고 법원
이스라엘 최고 법원은 이스라엘의 대법원이다. 이스라엘 최고 법원은 다른 모든 법원에 대한 최종 상소심 재판권을 가지며 경우에 따라 제1심 재판권을 갖는다.
대법원은 사법선정위원회의 지명을 받아 이스라엘 대통령이 임명한 15명의 판사로 구성된다. 판사는 일단 임명되면 사임하거나 해임되지 않는 한 70세에 은퇴할 때까지 재직한다. 대법원장은 전 대법원장 에스테르 하유트가 은퇴하면서 현재 공석으로 있다. 이에 따라 대법원 판사 우지 포겔만이 대법원장 권한대행을 맡고 있다. 법원은 이스라엘 의회인 크네세트에서 약 0.5km 떨어진 예루살렘의 기바트 람 정부 캠퍼스에 위치하고 있다.
히브리어 약자 바가츠 (Bagatz, בג"ץ)로도 알려져 있는 이 법원은 국가 당국의 결정, 즉 정부 결정, 지방 당국 및 기타 기관, 법에 따라 공적 기능을 수행하는 개인의 결정, 크네세트가 제정한 법률의 합헌성에 대한 직접적인 이의 등 적법성을 판단한다. 
구속력 있는 선례 (stare decisis) 원칙에 따라 대법원 판결은 본 법원을 제외한 다른 모든 법원에 구속력을 갖는다. 수년에 걸쳐 이 위원회는 이스라엘-팔레스타인 분쟁, 아랍 시민의 권리, 이스라엘 내 유대인 집단 간의 차별과 관련된 수많은 민감한 문제에 대해 판결을 내렸다.